# Pristimantis nervicus
Pristimantis nervicus es una especie de anfibio anuro de la familia Craugastoridae.

## Distribución
Esta especie es endémica de la Cordillera Oriental en Colombia. Habita entre los 3100 y 3870 m de altitud en los departamentos de Cundinamarca, Boyacá y Meta.

## Publicación original
- Lynch, 1994 : A new species of high-altitude frog (Eleutherodactylus: Leptodactylidae) from the Cordillera Oriental of Colombia. Revista de la Academia Colombiana de Ciencias Exactas Físicas y Naturales, vol. 19, n.º 72, p. 195-203.[5]